# 26e législature de la Chambre des représentants de Thaïlande
Depuis le 3 juillet 2023
(2 ans, 1 mois et 15 jours)
25e législature
Sappaya-Sapasathan
La 26e législature de la Chambre des représentants de Thaïlande (thaï : สภาผู้แทนราษฎร ชุดที่ 26 ; RTGS : Sapha Phuthaen Ratsadon Chutthi 26) est une législature de l'Assemblée nationale thaïlandaise, parlement bicaméral du pays, s'ouvrant le 3 juillet 2023 et faisant suite aux élections législatives du 14 mai 2023.

## Historique

### 2023
Le 19 juin, la Commission électorale annonce officiellement les résultats de l'élection législative du 14 mai, certifiant ainsi l'élection des 500 représentants à la Chambre, en circonscription comme sur liste. Tous les noms de ceux-ci sont annoncés officiellement le 20 juin,.
Le 3 juillet, le roi Rama X et la reine consort Suthida Tidjai ouvre officiellement la législature dans une cérémonie officielle,.
Le 4 juillet, Wan Muhamad Noor Matha (PCC) est nommé au poste de président de la Chambre, après qu'aucun autre candidat ne s'est présenté contre lui,. Par la suite, Padipat Suntiphada (MF) est élu premier vice-président de la Chambre à 312 voix, tandis que Pichet Chuamunagphan (PT) y est nommé second vice-président, sans aucun autre candidat contre lui.
Le 13 juillet, une session commune réunit les membres de la Chambre des représentants se réunissent ainsi que les membres du Sénat en tant qu'Assemblée nationale, pour élire et nommer le Premier ministre. Pita Limjaroenrat, chef du parti Aller de l'avant, est alors le seul candidat qui se présente à la fonction, mais celui-ci ne parvient pas à obtenir le vote de la moitié du parlement (375 voix pour parvenir à être nommé Premier ministre). Un nouveau vote devait avoir lieu le 19 juillet 2023 mais Pita Limjaroenrat est suspendu, par la Cour constitutionnelle, de ses fonctions de membre de la Chambre des représentants dans le même temps. L'Assemblée nationale vote par ailleurs pour déclarer sa seconde candidature illégale, d'après l'article 41 du règlement de l'Assemblée,.
Le 22 août, une nouvelle session commune se réunit pour élire et nommer, pour la troisième fois, le Premier ministre. Srettha Thavisin, membre du Pheu Thai et candidat au poste de Premier ministre, est le seul candidat se présentant à la fonction. Il obtient 482 voix sur 728 votants, soit plus de la moitié et la majorité de voix requises qui est de 375, ce qui lui permet d'être désigné Premier ministre, trois mois après la fin des élections en mai,,.
Le 10 septembre, une élection partielle se tient dans la troisième circonscription de Rayong à la suite de la démission du député Nakhonchai Khunnarong, député MFP, le 3 août. Le parti conserve la circonscription avec l'élection de Phongsathorn Sornphetnarin,.
Les 11 et 12 septembre, Srettha Thavisin présente sa déclaration de politique générale de son gouvernement devant le Parlement,.
Le 17 décembre, Chaitawat Tulathon, chef d'Aller de l'avant, est nommé chef de l'opposition à la Chambre par le roi Rama X,.

### 2024
Le 25 janvier, Pita Limjaroenrat fait son retour à la Chambre après une décision de la Cour constitutionnelle, celle-ci l'ayant suspendu de ses fonctions de député en juillet 2023,.
Le 7 août, la Cour constitutionnelle vote à l'unanimité la dissolution du parti Aller de l'avant et déclare la non-éligibilité pour 10 ans de 11 de ses dirigeants (actuels comme anciens), dont certains sont également membres de la Chambre. 143 députés de l'ancien parti se retrouvent alors sans étiquette.
Le 9 août, ces mêmes 143 députés rejoignent le Parti du peuple, successeur de facto d'Aller de l'avenir.
Le 14 août, la même Cour constitutionnelle décide de démettre Srettha Thavisin de ses fonctions de Premier ministre,,. À la suite de la fin de la douzième législature du Sénat et à l'instauration de la treizième, les sénateurs ne votent plus en commun avec la Chambre des représentants pour le Premier ministre : ainsi, il est prévu que les députés se réunissent à nouveau le 16 août pour élire à nouveau un chef du gouvernement. Il s'agit de la première fois que les députés votent seuls pour un Premier ministre, la dernière fois ayant été lors de la vingt-quatrième législature pour l'élection de Yingluck Shinawatra à la fonction. La presse révèle qu'il est prévu que les députés du Pheu Thai présentent à la Chambre le nom de Chaikasem Nitisiri, autre personnalité dans la liste des candidats du parti au poste de Premier ministre. Finalement, après plusieurs réunions en interne, ce serait Paethongtarn Shinawatra, cheffe du Pheu Thai et également candidate (principale) pour le poste de Premier ministre, qui pourrait être nommée,. Elle est, par la suite, élue Première ministre par la Chambre,,, devenant ainsi la plus jeune Première ministre et la seconde femme à accéder à cette fonction après sa tante Yingluck Shinawatra en 2011.
Le 10 septembre, Pichet Chuamuangphan remet sa démission de son poste de second vice-président de la Chambre pour être choisi, à la place, premier vice-président le jour suivant. Pharadon Prisananantakul (FT) remplace Pichet Chuamuangphan à son poste.
Le 25 septembre, Natthaphong Ruangpanyawut, député de liste et chef du Parti du peuple, est nommé chef de l'opposition par Rama X.

### 2025
Le 18 juin, la Fierté thaïe se retire du gouvernement de coalition et retourne dans l'opposition. Le jour suivant, Pharadon Prisananantakul, second vice-président de la Chambre et membre de la FT, démissionne de son poste.
Le 24 juillet, Chalat Khamchuang (th), député PT de la 2e circonscription de Roi Et, accède au poste de second vice-président de la Chambre et est élu sans opposition. Il est ensuite investi par décret royal le 28.
Le 1er août, Pichet Chuamuangphan est démis de ses fonctions de député de la 7e circonscription de Chiang Rai et de premier vice-président à la suite d'une décision par la Cour constitutionnelle, qui révoque son éligibilité à la vie politique,. 
Le 8 août, Chaiya Phromma (th), député PT de la 2e circonscription de Nong Bua Lamphu, est élu premier vice-président de la Chambre pour succéder à Pichet Chuamuangphan. 

## Bureau

### Présidence
- Président : Wan Muhamad Noor Matha (PCC)
- Premier vice-président :
  - Padiphat Santiphada (AA → PJ), du 5 juillet 2023 au 7 août 2024
  - Pichet Chuamuangphan (PT), du 13 septembre 2024 au 1er août 2025
  - Chaiya Phromma (th) (PT), depuis le 8 août 2025
- Second vice-président :
  - Pichet Chuamuangphan (PT), du 5 juillet 2023 au 10 septembre 2024
  - Pharadon Prisananantakul (FT), du 13 septembre 2024 au 19 juin 2025
  - Chalat Khamchuang (th) (PT), depuis le 24 juillet 2025

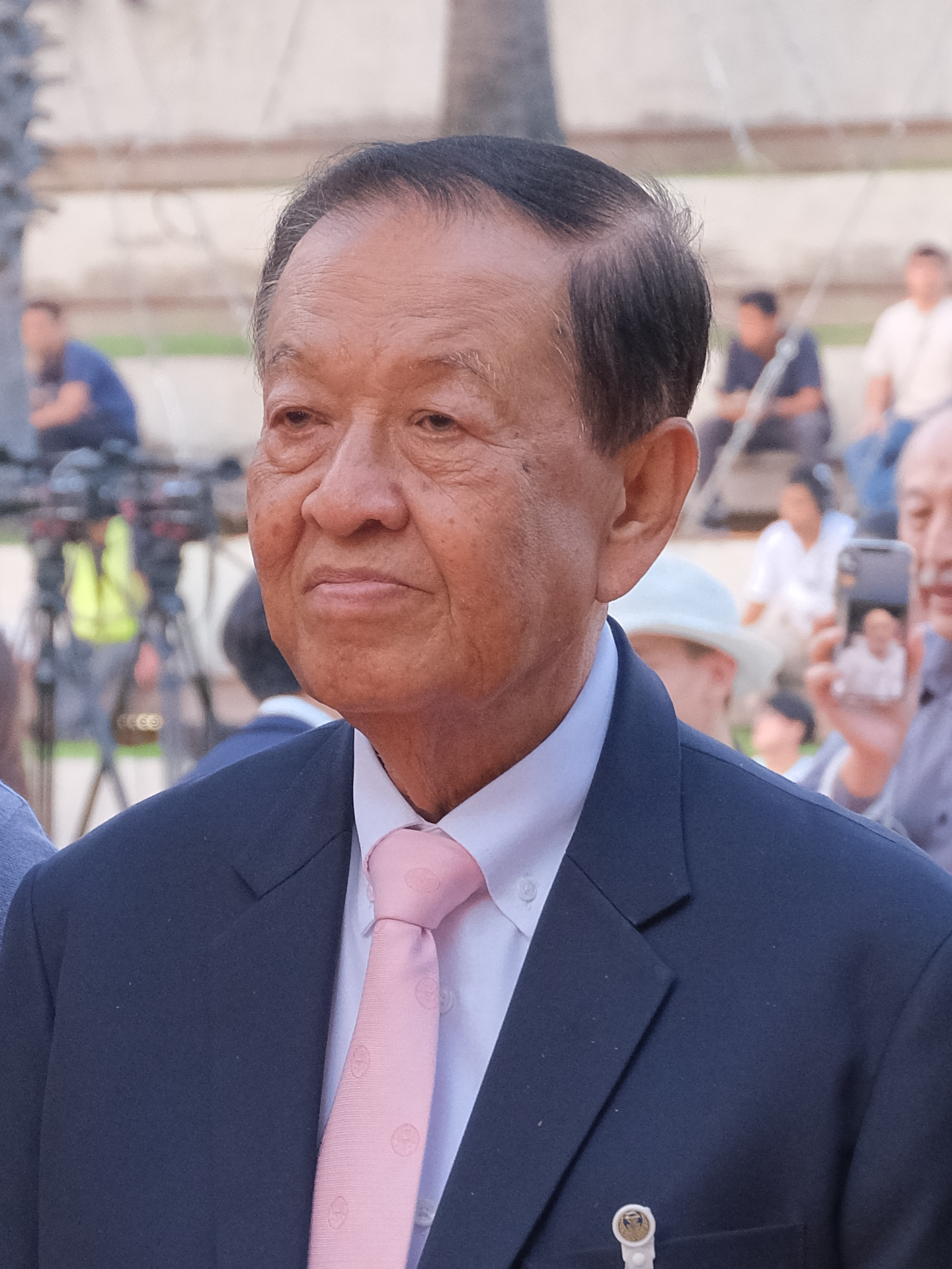
Wan Muhamad Noor Matha Président (depuis 2023)
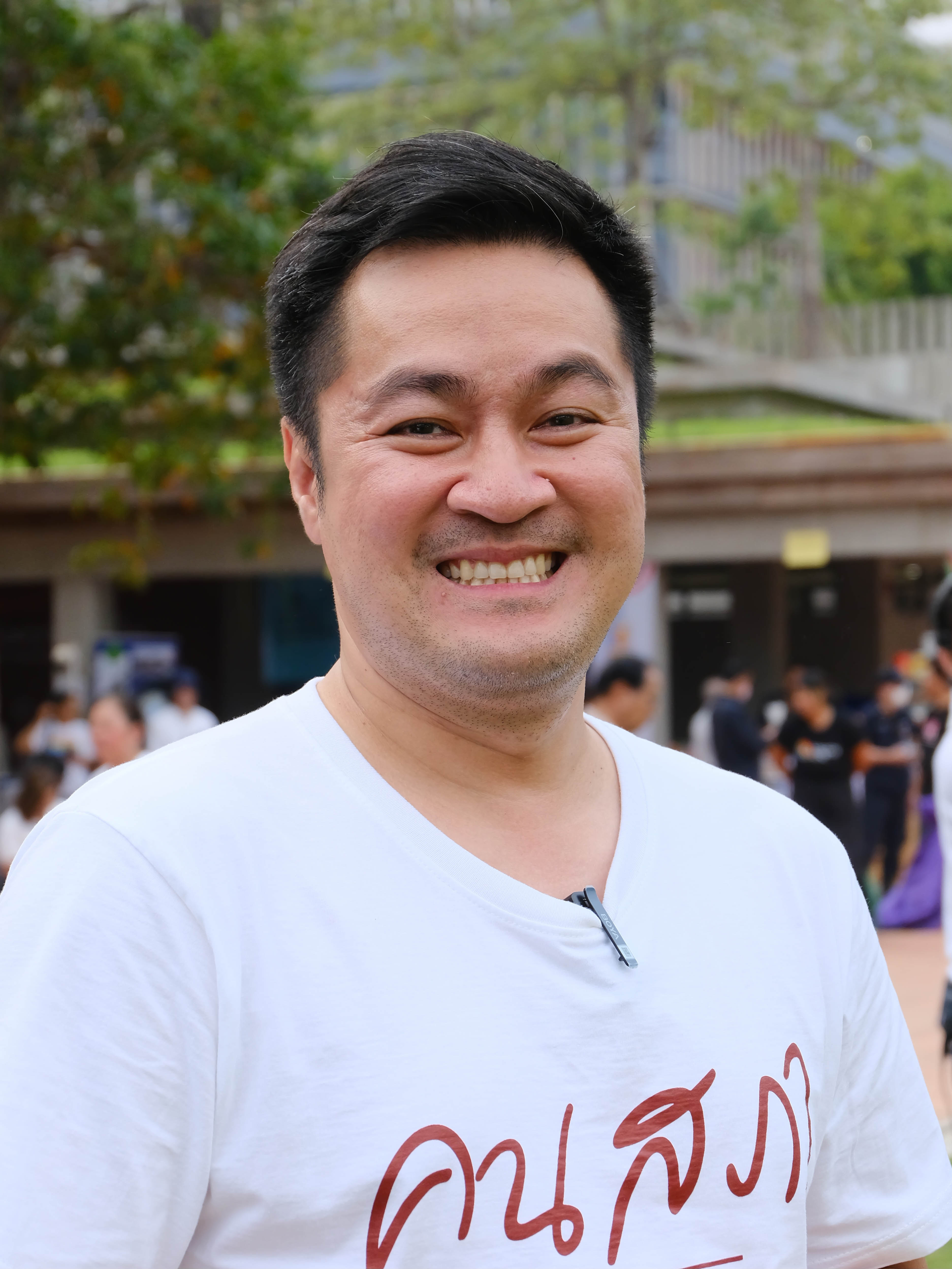
Padiphat Santiphada Premier vice-président (2023–2024)
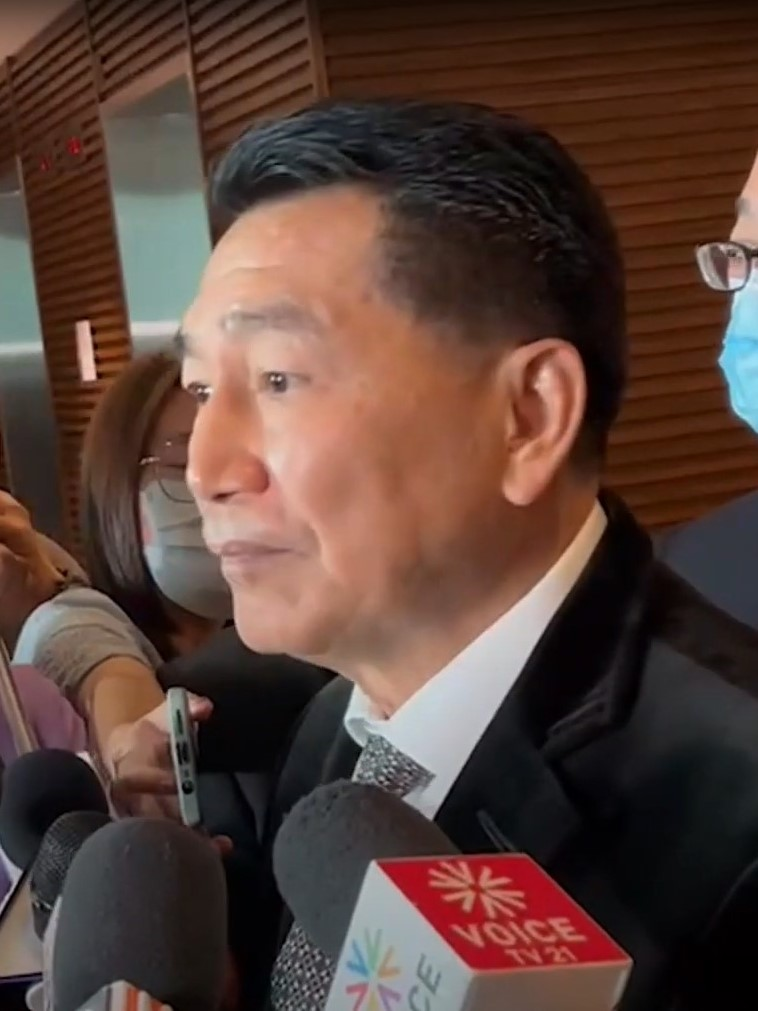
Pichet Chuamuangphan Second, puis premier vice-président (2023–2024, 2024–2025)
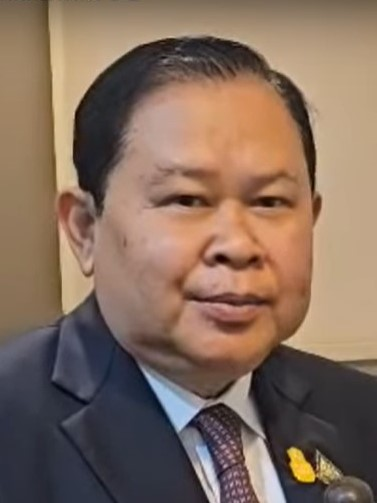
Chaiya Phromma Premier vice-président (depuis 2025)
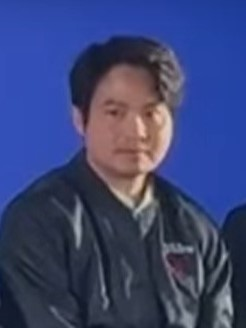
Pharadon Prisananantakul Second vice-président (2024–2025)
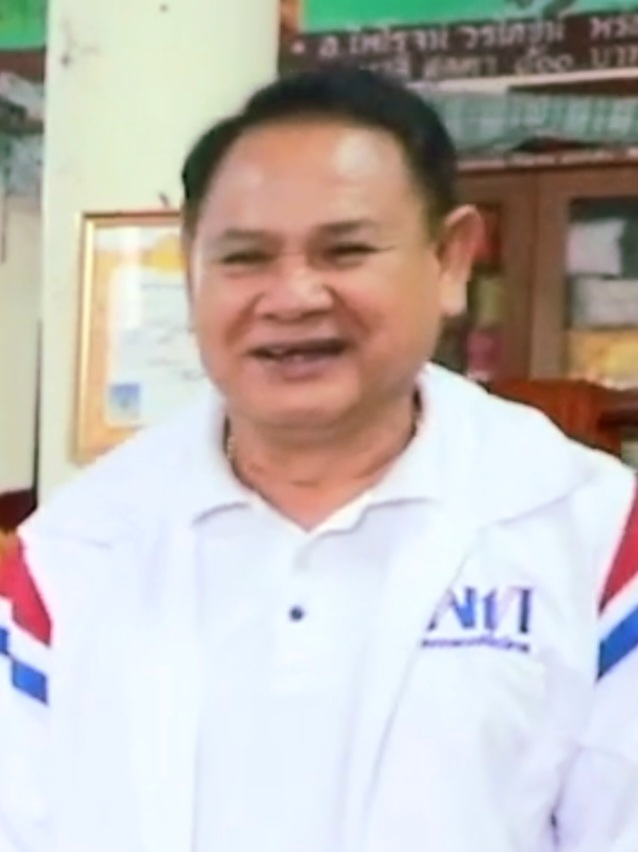
Chalat Khamchuang Second vice-président (depuis 2025)

#### Élection du premier vice-président de la Chambre des représentants (4 juillet 2023)
| Candidat    | Candidat            | Groupe      | Groupe      | 1er tour |
| Candidat    | Candidat            | Groupe      | Groupe      | Voix     |
| ----------- | ------------------- | ----------- | ----------- | -------- |
|             | Padipat Suntiphada  |             | AA          | 312      |
|             | Wittaya Kaewparadai |             | NTU         | 105      |
|             |                     |             |             |          |
| Votants     | Votants             | Votants     | Votants     | 496      |
| Exprimés    | Exprimés            | Exprimés    | Exprimés    | 496      |
| Blancs/nuls | Blancs/nuls         | Blancs/nuls | Blancs/nuls | 79       |

### Chef de l'opposition
- Chaitawat Tulathon (AA), du 17 décembre 2023 au 7 août 2024
- Natthaphong Ruangpanyawut (PP), depuis le 1er octobre 2024

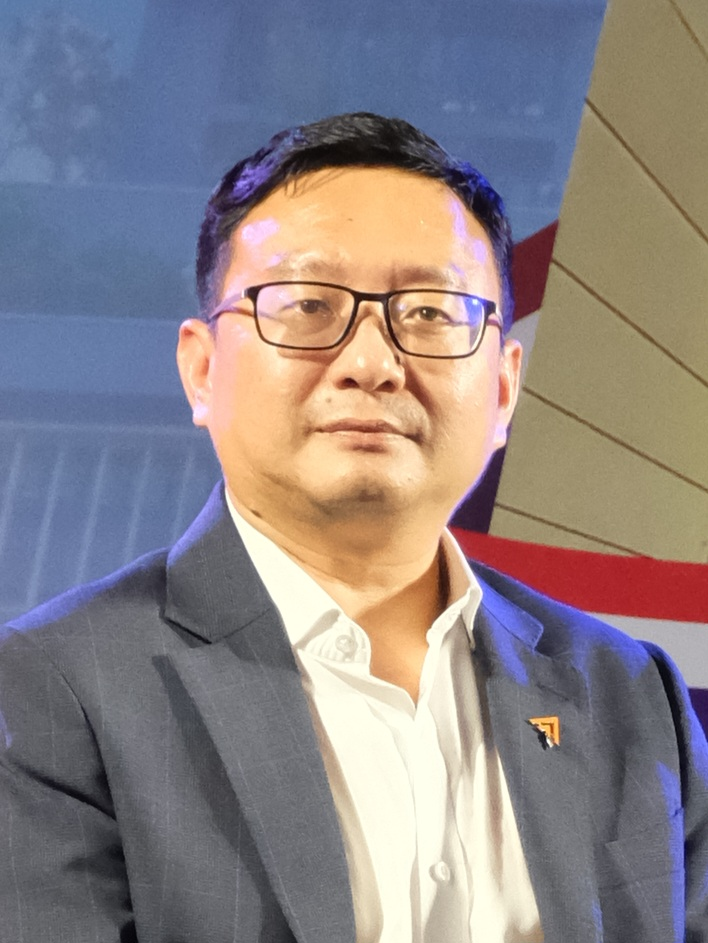
Chaitawat Tulathon (2023–2024)
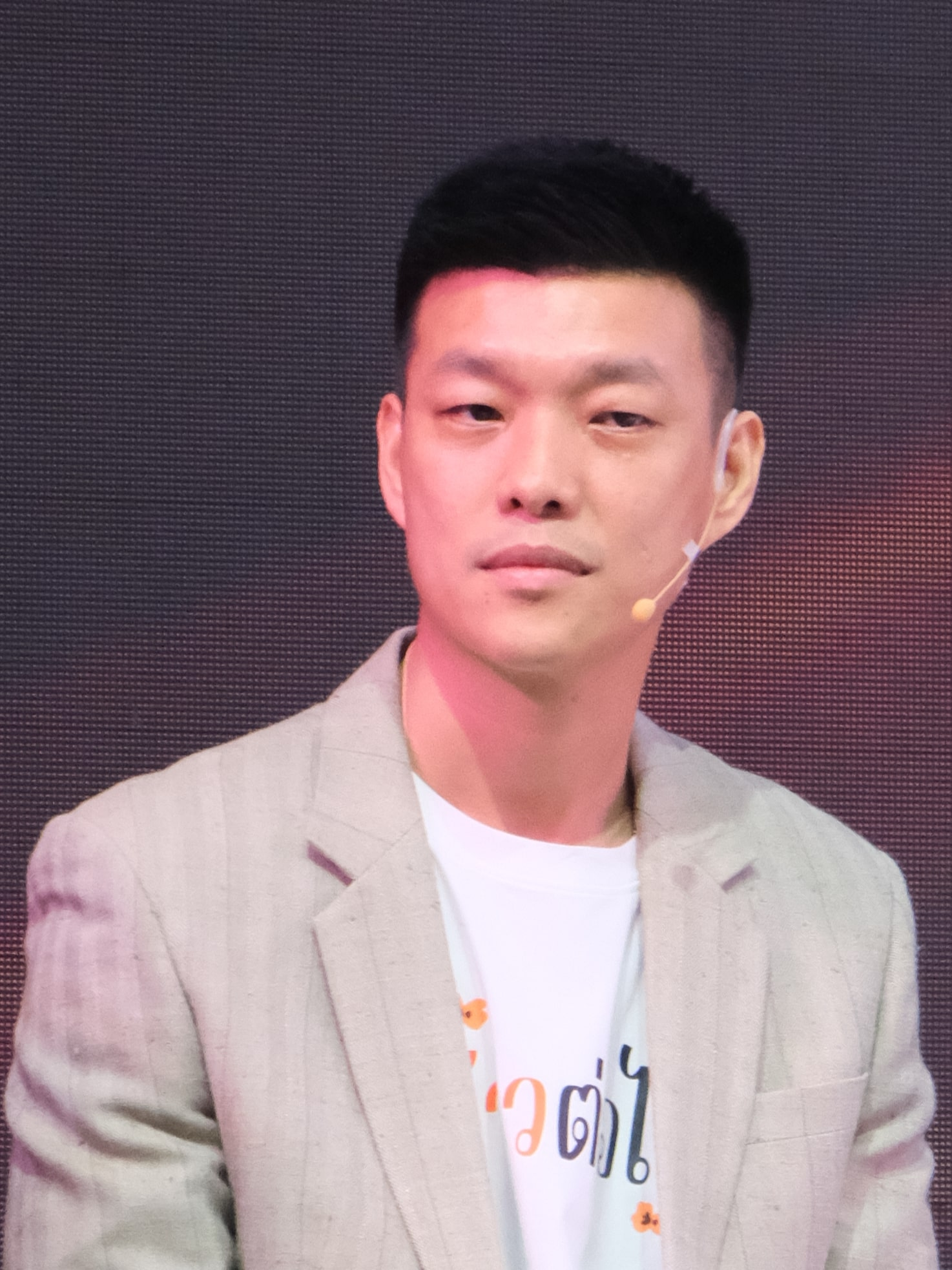
Natthaphong Ruangpanyawut (depuis 2024)

## Composition de l'exécutif

### Élection du Premier ministre par l'Assemblée nationale
Pour former un gouvernement, le chef du parti arrivé en tête lors des élections peut se présenter comme candidat au poste de Premier ministre à l'Assemblée nationale thaïlandaise. D'autres partis peuvent aussi présenter leurs propres candidats.
Pour la 26e législature, l'élection (ou la confirmation) du Premier ministre se tient une première fois le 13 juillet. Cela se fait notamment avec les voix des membres de la Chambre des représentants, mais aussi, et ce depuis la constitution de 2017, avec les voix du Sénat, composé de 250 sièges. Pour parvenir à être élu Premier ministre, il faut alors obtenir une majorité de 376 voix.

#### Pita Limjaroenrat
Le nom de Pita Limjaroenrat, chef de Aller de l'avant, arrivé en tête des élections en mai, est présenté par Chonlanan Srikaew, chef du Pheu Thai. Il s'agit alors du seul candidat à se présenter à la fonction. Lors de ce premier vote, Pita Limjaroenrat n'atteint pas la majorité des voix requises, car sur 705 votants, il en obtient que 324 favorable à son accession à la fonction.
| Position                                                                              | Groupe                                                                                | Groupe                                                                                | Groupe                                                                                | Groupe                                                                                | Groupe                                                                                | Groupe                                                                                | Groupe                                                                                | Groupe                                                                                | Groupe                                                                                | Groupe                                                                                | Groupe                                                                                | Groupe                                                                                | Groupe                                                                                | Groupe                                                                                | Groupe                                                                                | Groupe                                                                                | Groupe                                                                                | Groupe                                                                                | Sénat                                                                                 | Total   |
| Position                                                                              | MFP                                                                                   | PT                                                                                    | BJT                                                                                   | PPRP                                                                                  | UTN                                                                                   | DP                                                                                    | CTPP                                                                                  | PCC                                                                                   | TST                                                                                   | CPK                                                                                   | PTRL                                                                                  | TLP                                                                                   | NPD                                                                                   | TTPP                                                                                  | FA                                                                                    | PSM                                                                                   | N                                                                                     | PTC                                                                                   | Sénat                                                                                 | Total   |
| ------------------------------------------------------------------------------------- | ------------------------------------------------------------------------------------- | ------------------------------------------------------------------------------------- | ------------------------------------------------------------------------------------- | ------------------------------------------------------------------------------------- | ------------------------------------------------------------------------------------- | ------------------------------------------------------------------------------------- | ------------------------------------------------------------------------------------- | ------------------------------------------------------------------------------------- | ------------------------------------------------------------------------------------- | ------------------------------------------------------------------------------------- | ------------------------------------------------------------------------------------- | ------------------------------------------------------------------------------------- | ------------------------------------------------------------------------------------- | ------------------------------------------------------------------------------------- | ------------------------------------------------------------------------------------- | ------------------------------------------------------------------------------------- | ------------------------------------------------------------------------------------- | ------------------------------------------------------------------------------------- | ------------------------------------------------------------------------------------- | ------- |
| Position                                                                              |                                                                                       |                                                                                       |                                                                                       |                                                                                       |                                                                                       |                                                                                       |                                                                                       |                                                                                       |                                                                                       |                                                                                       |                                                                                       |                                                                                       |                                                                                       |                                                                                       |                                                                                       |                                                                                       |                                                                                       |                                                                                       | Sénat                                                                                 | Total   |
| POUR                                                                                  | 151                                                                                   | 141                                                                                   | 0                                                                                     | 0                                                                                     | 0                                                                                     | 0                                                                                     | 0                                                                                     | 8                                                                                     | 6                                                                                     | 0                                                                                     | 2                                                                                     | 1                                                                                     | 0                                                                                     | 0                                                                                     | 1                                                                                     | 1                                                                                     | 0                                                                                     | 0                                                                                     | 13                                                                                    | 324     |
| CONTRE                                                                                | 0                                                                                     | 0                                                                                     | 70                                                                                    | 39                                                                                    | 36                                                                                    | 0                                                                                     | 0                                                                                     | 0                                                                                     | 0                                                                                     | 0                                                                                     | 0                                                                                     | 0                                                                                     | 1                                                                                     | 0                                                                                     | 0                                                                                     | 0                                                                                     | 0                                                                                     | 1                                                                                     | 34                                                                                    | 182     |
| ABSTENTION                                                                            | 0                                                                                     | 0                                                                                     | 0                                                                                     | 1                                                                                     | 0                                                                                     | 25                                                                                    | 10                                                                                    | 1                                                                                     | 0                                                                                     | 2                                                                                     | 0                                                                                     | 0                                                                                     | 0                                                                                     | 1                                                                                     | 0                                                                                     | 0                                                                                     | 1                                                                                     | 0                                                                                     | 159                                                                                   | 199     |
| Nombre de votants : 749 — Nombre de suffrages exprimés : 705 — Majorité absolue : 375 | Nombre de votants : 749 — Nombre de suffrages exprimés : 705 — Majorité absolue : 375 | Nombre de votants : 749 — Nombre de suffrages exprimés : 705 — Majorité absolue : 375 | Nombre de votants : 749 — Nombre de suffrages exprimés : 705 — Majorité absolue : 375 | Nombre de votants : 749 — Nombre de suffrages exprimés : 705 — Majorité absolue : 375 | Nombre de votants : 749 — Nombre de suffrages exprimés : 705 — Majorité absolue : 375 | Nombre de votants : 749 — Nombre de suffrages exprimés : 705 — Majorité absolue : 375 | Nombre de votants : 749 — Nombre de suffrages exprimés : 705 — Majorité absolue : 375 | Nombre de votants : 749 — Nombre de suffrages exprimés : 705 — Majorité absolue : 375 | Nombre de votants : 749 — Nombre de suffrages exprimés : 705 — Majorité absolue : 375 | Nombre de votants : 749 — Nombre de suffrages exprimés : 705 — Majorité absolue : 375 | Nombre de votants : 749 — Nombre de suffrages exprimés : 705 — Majorité absolue : 375 | Nombre de votants : 749 — Nombre de suffrages exprimés : 705 — Majorité absolue : 375 | Nombre de votants : 749 — Nombre de suffrages exprimés : 705 — Majorité absolue : 375 | Nombre de votants : 749 — Nombre de suffrages exprimés : 705 — Majorité absolue : 375 | Nombre de votants : 749 — Nombre de suffrages exprimés : 705 — Majorité absolue : 375 | Nombre de votants : 749 — Nombre de suffrages exprimés : 705 — Majorité absolue : 375 | Nombre de votants : 749 — Nombre de suffrages exprimés : 705 — Majorité absolue : 375 | Nombre de votants : 749 — Nombre de suffrages exprimés : 705 — Majorité absolue : 375 | Nombre de votants : 749 — Nombre de suffrages exprimés : 705 — Majorité absolue : 375 | Non élu |

Un nouveau vote était prévu pour le 19 juillet 2023 mais n'a pas eu lieu. Avec une majorité à 374, les deux chambres approuvent, à 395 voix contre 312, l'utilisation de l'article 41 du règlement de l'Assemblée nationale,, rendant la seconde candidature de Pita Limjaroenrat illégale.

#### Srettha Thavisin
Le nom de Srettha Thavisin, ancien homme d'affaires et membre-candidat du Pheu Thai au poste de Premier ministre, est présenté par Chonlanan Srikaew, chef de ce même parti. Seul candidat présenté, et donc sans opposition, il obtient 482 voix sur 728 votants, soit plus de la moitié du nombre de votants et ainsi plus que la majorité requise de 375 voix.
| Position                                                                              | Groupe                                                                                | Groupe                                                                                | Groupe                                                                                | Groupe                                                                                | Groupe                                                                                | Groupe                                                                                | Groupe                                                                                | Groupe                                                                                | Groupe                                                                                | Groupe                                                                                | Groupe                                                                                | Groupe                                                                                | Groupe                                                                                | Groupe                                                                                | Groupe                                                                                | Groupe                                                                                | Groupe                                                                                | Groupe                                                                                | Sénat                                                                                 | Total |
| Position                                                                              | MFP                                                                                   | PT                                                                                    | BJT                                                                                   | PPRP                                                                                  | UTN                                                                                   | DP                                                                                    | CTPP                                                                                  | PCC                                                                                   | TST                                                                                   | CPK                                                                                   | PTRL                                                                                  | TLP                                                                                   | NPD                                                                                   | TTPP                                                                                  | FA                                                                                    | PSM                                                                                   | N                                                                                     | PTC                                                                                   | Sénat                                                                                 | Total |
| ------------------------------------------------------------------------------------- | ------------------------------------------------------------------------------------- | ------------------------------------------------------------------------------------- | ------------------------------------------------------------------------------------- | ------------------------------------------------------------------------------------- | ------------------------------------------------------------------------------------- | ------------------------------------------------------------------------------------- | ------------------------------------------------------------------------------------- | ------------------------------------------------------------------------------------- | ------------------------------------------------------------------------------------- | ------------------------------------------------------------------------------------- | ------------------------------------------------------------------------------------- | ------------------------------------------------------------------------------------- | ------------------------------------------------------------------------------------- | ------------------------------------------------------------------------------------- | ------------------------------------------------------------------------------------- | ------------------------------------------------------------------------------------- | ------------------------------------------------------------------------------------- | ------------------------------------------------------------------------------------- | ------------------------------------------------------------------------------------- | ----- |
| Position                                                                              |                                                                                       |                                                                                       |                                                                                       |                                                                                       |                                                                                       |                                                                                       |                                                                                       |                                                                                       |                                                                                       |                                                                                       |                                                                                       |                                                                                       |                                                                                       |                                                                                       |                                                                                       |                                                                                       |                                                                                       |                                                                                       | Sénat                                                                                 | Total |
| POUR                                                                                  | 0                                                                                     | 140                                                                                   | 71                                                                                    | 39                                                                                    | 36                                                                                    | 16                                                                                    | 10                                                                                    | 8                                                                                     | 0                                                                                     | 2                                                                                     | 2                                                                                     | 1                                                                                     | 1                                                                                     | 1                                                                                     | 0                                                                                     | 1                                                                                     | 1                                                                                     | 1                                                                                     | 152                                                                                   | 482   |
| CONTRE                                                                                | 149                                                                                   | 0                                                                                     | 0                                                                                     | 0                                                                                     | 0                                                                                     | 2                                                                                     | 0                                                                                     | 0                                                                                     | 0                                                                                     | 0                                                                                     | 0                                                                                     | 0                                                                                     | 0                                                                                     | 0                                                                                     | 1                                                                                     | 0                                                                                     | 0                                                                                     | 0                                                                                     | 13                                                                                    | 165   |
| ABSTENTION                                                                            | 0                                                                                     | 0                                                                                     | 0                                                                                     | 0                                                                                     | 0                                                                                     | 6                                                                                     | 0                                                                                     | 1                                                                                     | 6                                                                                     | 0                                                                                     | 0                                                                                     | 0                                                                                     | 0                                                                                     | 0                                                                                     | 0                                                                                     | 0                                                                                     | 0                                                                                     | 0                                                                                     | 68                                                                                    | 81    |
| Nombre de votants : 748 — Nombre de suffrages exprimés : 728 — Majorité absolue : 375 | Nombre de votants : 748 — Nombre de suffrages exprimés : 728 — Majorité absolue : 375 | Nombre de votants : 748 — Nombre de suffrages exprimés : 728 — Majorité absolue : 375 | Nombre de votants : 748 — Nombre de suffrages exprimés : 728 — Majorité absolue : 375 | Nombre de votants : 748 — Nombre de suffrages exprimés : 728 — Majorité absolue : 375 | Nombre de votants : 748 — Nombre de suffrages exprimés : 728 — Majorité absolue : 375 | Nombre de votants : 748 — Nombre de suffrages exprimés : 728 — Majorité absolue : 375 | Nombre de votants : 748 — Nombre de suffrages exprimés : 728 — Majorité absolue : 375 | Nombre de votants : 748 — Nombre de suffrages exprimés : 728 — Majorité absolue : 375 | Nombre de votants : 748 — Nombre de suffrages exprimés : 728 — Majorité absolue : 375 | Nombre de votants : 748 — Nombre de suffrages exprimés : 728 — Majorité absolue : 375 | Nombre de votants : 748 — Nombre de suffrages exprimés : 728 — Majorité absolue : 375 | Nombre de votants : 748 — Nombre de suffrages exprimés : 728 — Majorité absolue : 375 | Nombre de votants : 748 — Nombre de suffrages exprimés : 728 — Majorité absolue : 375 | Nombre de votants : 748 — Nombre de suffrages exprimés : 728 — Majorité absolue : 375 | Nombre de votants : 748 — Nombre de suffrages exprimés : 728 — Majorité absolue : 375 | Nombre de votants : 748 — Nombre de suffrages exprimés : 728 — Majorité absolue : 375 | Nombre de votants : 748 — Nombre de suffrages exprimés : 728 — Majorité absolue : 375 | Nombre de votants : 748 — Nombre de suffrages exprimés : 728 — Majorité absolue : 375 | Nombre de votants : 748 — Nombre de suffrages exprimés : 728 — Majorité absolue : 375 | Élu   |

#### Paethongtarn Shinawatra
Le nom de Paethongtarn Shinawatra, cheffe et principale candidate du Pheu Thai au poste de Première ministre lors des élections de 2023, est présenté par Sorawong Thianthong, député de la 3e circonscription de Sa Kaeo. Seule candidate présentée, et donc sans opposition, elle obtient 319 voix sur 494 votants, soit un peu plus de la majorité absolue.
| Position                                                                              | Groupe                                                                                | Groupe                                                                                | Groupe                                                                                | Groupe                                                                                | Groupe                                                                                | Groupe                                                                                | Groupe                                                                                | Groupe                                                                                | Groupe                                                                                | Groupe                                                                                | Groupe                                                                                | Groupe                                                                                | Groupe                                                                                | Groupe                                                                                | Groupe                                                                                | Groupe                                                                                | Groupe                                                                                | Groupe                                                                                | Groupe | Total |
| Position                                                                              | PP                                                                                    | PT                                                                                    | BJT                                                                                   | PPRP                                                                                  | UTN                                                                                   | DP                                                                                    | CTPP                                                                                  | PCC                                                                                   | TST                                                                                   | CPK                                                                                   | TRL                                                                                   | TLP                                                                                   | NPD                                                                                   | TTPP                                                                                  | FA                                                                                    | PSM                                                                                   | N                                                                                     | PTC                                                                                   | PRT    | Total |
| ------------------------------------------------------------------------------------- | ------------------------------------------------------------------------------------- | ------------------------------------------------------------------------------------- | ------------------------------------------------------------------------------------- | ------------------------------------------------------------------------------------- | ------------------------------------------------------------------------------------- | ------------------------------------------------------------------------------------- | ------------------------------------------------------------------------------------- | ------------------------------------------------------------------------------------- | ------------------------------------------------------------------------------------- | ------------------------------------------------------------------------------------- | ------------------------------------------------------------------------------------- | ------------------------------------------------------------------------------------- | ------------------------------------------------------------------------------------- | ------------------------------------------------------------------------------------- | ------------------------------------------------------------------------------------- | ------------------------------------------------------------------------------------- | ------------------------------------------------------------------------------------- | ------------------------------------------------------------------------------------- | ------ | ----- |
| Position                                                                              |                                                                                       |                                                                                       |                                                                                       |                                                                                       |                                                                                       |                                                                                       |                                                                                       |                                                                                       |                                                                                       |                                                                                       |                                                                                       |                                                                                       |                                                                                       |                                                                                       |                                                                                       |                                                                                       |                                                                                       |                                                                                       |        | Total |
| POUR                                                                                  | 0                                                                                     | 139                                                                                   | 70                                                                                    | 39                                                                                    | 36                                                                                    | 0                                                                                     | 10                                                                                    | 8                                                                                     | 6                                                                                     | 3                                                                                     | 2                                                                                     | 1                                                                                     | 1                                                                                     | 1                                                                                     | 0                                                                                     | 1                                                                                     | 1                                                                                     | 1                                                                                     | 0      | 319   |
| CONTRE                                                                                | 143                                                                                   | 0                                                                                     | 0                                                                                     | 0                                                                                     | 0                                                                                     | 0                                                                                     | 0                                                                                     | 0                                                                                     | 0                                                                                     | 0                                                                                     | 0                                                                                     | 0                                                                                     | 0                                                                                     | 0                                                                                     | 1                                                                                     | 0                                                                                     | 0                                                                                     | 0                                                                                     | 1      | 145   |
| ABSTENTION/NON-PRÉSENT                                                                | 0                                                                                     | 2                                                                                     | 1                                                                                     | 1                                                                                     | 0                                                                                     | 25                                                                                    | 0                                                                                     | 1                                                                                     | 0                                                                                     | 0                                                                                     | 0                                                                                     | 0                                                                                     | 0                                                                                     | 0                                                                                     | 0                                                                                     | 0                                                                                     | 0                                                                                     | 0                                                                                     | 0      | 30    |
| Nombre de votants : 494 — Nombre de suffrages exprimés : 464 — Majorité absolue : 247 | Nombre de votants : 494 — Nombre de suffrages exprimés : 464 — Majorité absolue : 247 | Nombre de votants : 494 — Nombre de suffrages exprimés : 464 — Majorité absolue : 247 | Nombre de votants : 494 — Nombre de suffrages exprimés : 464 — Majorité absolue : 247 | Nombre de votants : 494 — Nombre de suffrages exprimés : 464 — Majorité absolue : 247 | Nombre de votants : 494 — Nombre de suffrages exprimés : 464 — Majorité absolue : 247 | Nombre de votants : 494 — Nombre de suffrages exprimés : 464 — Majorité absolue : 247 | Nombre de votants : 494 — Nombre de suffrages exprimés : 464 — Majorité absolue : 247 | Nombre de votants : 494 — Nombre de suffrages exprimés : 464 — Majorité absolue : 247 | Nombre de votants : 494 — Nombre de suffrages exprimés : 464 — Majorité absolue : 247 | Nombre de votants : 494 — Nombre de suffrages exprimés : 464 — Majorité absolue : 247 | Nombre de votants : 494 — Nombre de suffrages exprimés : 464 — Majorité absolue : 247 | Nombre de votants : 494 — Nombre de suffrages exprimés : 464 — Majorité absolue : 247 | Nombre de votants : 494 — Nombre de suffrages exprimés : 464 — Majorité absolue : 247 | Nombre de votants : 494 — Nombre de suffrages exprimés : 464 — Majorité absolue : 247 | Nombre de votants : 494 — Nombre de suffrages exprimés : 464 — Majorité absolue : 247 | Nombre de votants : 494 — Nombre de suffrages exprimés : 464 — Majorité absolue : 247 | Nombre de votants : 494 — Nombre de suffrages exprimés : 464 — Majorité absolue : 247 | Nombre de votants : 494 — Nombre de suffrages exprimés : 464 — Majorité absolue : 247 |        | Élue  |

### Premiers ministres et gouvernements successifs
Srettha Thavisin est désigné Premier ministre à la suite de son élection par l'Assemblée nationale le 22 août 2023. Il est, par la suite, nommé et investi par le roi Rama X le même jour, et la cérémonie d'investiture se tient le lendemain au siège du Pheu Thai.
À la suite de la destitution de celui-ci par la Cour constitutionnelle,, le 14 août 2024, un nouveau vote par la Chambre des représentants seule (et non plus avec les voix du Sénat) a lieu deux jours plus tard. À l'issue de ce vote, Paethongtarn Shinawatra est désignée Première ministre.
| Premier ministre | Premier ministre | Premier ministre        | Parti     | Dates (Durée)                                               | Gouvernement | Composition                                                                  | Composition |
| ---------------- | ---------------- | ----------------------- | --------- | ----------------------------------------------------------- | ------------ | ---------------------------------------------------------------------------- | ----------- |
|                  |                  | Srettha Thavisin        | Pheu Thai | 1er septembre 2023 - 4 septembre 2024 (11 mois et 30 jours) | Thavisin     | PT - FT - PPRP - NTU, DNT - PCC - CPK - TRL - PLT - NPS - CT                 |             |
|                  |                  | Paethongtarn Shinawatra | Pheu Thai | Depuis le 4 septembre 2024 (11 mois et 14 jours)            | Shinawatra   | au 8 juillet 2025 PT - NTU - KT - DEM - DNT - PCC - DN - TRP - ND - LT - PRG |             |

## Sièges
Composé de 500 sièges, la majorité requise à la Chambre des représentants est de 251 sièges. C'est le nombre de voix qui permet à la Chambre d'adopter des projets de loi, de voter sur le budget ou encore sur une motion de défiance.
L'élection (ou la confirmation) du Premier ministre se fait avec les voix du Sénat, composé de 250 sièges, et requiert une majorité de 376 voix. Il s'agit du même nombre de voix pour pouvoir amender la Constitution : un tiers des sièges du Sénat, soit 84 voix, sont requises.
| Parti     | Parti                              | Position déclarée | Nombre de sièges | Nombre de sièges           | Nombre de sièges |
| Parti     | Parti                              | Position déclarée | Élus             | Actuels au 28 juillet 2025 | +/-              |
| --------- | ---------------------------------- | ----------------- | ---------------- | -------------------------- | ---------------- |
|           | Peuple                             | Opposition        |                  | 143                        | 143              |
|           | Pheu Thai                          | Majoritaire       | 141              | 141                        | Stable           |
|           | Fierté thaïe                       | Opposition        | 71               | 69                         | 2                |
|           | Nation thaïe unie                  | Minoritaire       | 36               | 36                         | Stable           |
|           | Klatham                            | Minoritaire       |                  | 25                         | 25               |
|           | Démocrate                          | Minoritaire       | 25               | 25                         | Stable           |
|           | Palang Pracharat                   | Opposition        | 40               | 20                         | 20               |
|           | Développement national thaïlandais | Minoritaire       | 10               | 10                         | Stable           |
|           | Prachachart                        | Minoritaire       | 9                | 9                          | Stable           |
|           | Thai Sang Thai                     | Opposition        | 6                | 6                          | Stable           |
|           | Développement national             | Minoritaire       | 2                | 3                          | 1                |
|           | Thai Ruam Phalang                  | Minoritaire       | 2                | 2                          | Stable           |
|           | Parti juste                        | Opposition        | 1                | 1                          | Stable           |
|           | Libéral                            | Minoritaire       | 1                | 1                          | Stable           |
|           | Nouvelle Démocratie                | Minoritaire       | 1                | 1                          | Stable           |
|           | Progrès thaï                       | Minoritaire       | 0                | 1                          | 1                |
| Vacants   | Vacants                            | Vacants           |                  | 6                          | 6                |
| Suspendus | Suspendus                          | Suspendus         | 1                | 1                          |                  |
| Total     | Total                              | Total             | 500              | 493                        | 7                |

| Parti | Parti                            | Nombre de sièges | Raison                                                                                        |
| Parti | Parti                            | Élus             | Raison                                                                                        |
| ----- | -------------------------------- | ---------------- | --------------------------------------------------------------------------------------------- |
|       | Aller de l'avant                 | 151              | Parti dissous par la Cour constitutionnelle le 7 août 2024,                                   |
|       | Nouveau Parti                    | 1                | Député exclu du parti le 5 octobre 2024, puis adhésion de celui-ci au Klatham                 |
|       | Nouveau Pouvoir social           | 1                | Député exclu du parti le 6 octobre 2024, puis adhésion de celui-ci au Klatham le jour suivant |
|       | Comtés thaïs                     | 1                | Adhésion du député au Klatham le 15 octobre 2024                                              |
|       | Professeurs thaïs pour le peuple | 1                | Adhésion du député au Klatham le 21 octobre 2024 à la suite de son exclusion de son parti     |

### Historique de la composition des sièges
| Date | Parti | Parti | Parti | Parti | Parti | Parti | Parti | Parti | Parti | Parti | Parti | Parti | Parti | Parti | Parti | Parti | Parti | Parti | Parti | Parti | Parti | Non inscrits | Vacants |
| Date | MF    | PPLE  | PT    | BJT   | UTN   | KT    | DP    | PPRP  | CTP   | PCC   | TST   | CPN   | TRP   | FA    | TL    | ND    | PRG   | N     | TC    | PSM   | TTP   | Non inscrits | Vacants |
| --- | ----- | ----- | ----- | ----- | ----- | ----- | ----- | ----- | ----- | ----- | ----- | ----- | ----- | ----- | ----- | ----- | ----- | ----- | ----- | ----- | ----- | ------------ | ------- |
| Date |       |       |       |       |       |       |       |       |       |       |       |       |       |       |       |       |       |       |       |       |       | Non inscrits | Vacants |
| Ouverture de la législature |       |       |       |       |       |       |       |       |       |       |       |       |       |       |       |       |       |       |       |       |       |              |         |
| 3 juillet 2023 | 151   |       | 141   | 71    | 36    |       | 25    | 40    | 10    | 9     | 6     | 2     | 2     | 1     | 1     | 1     |       | 1     | 1     | 1     | 1     | 0            | 0       |
| Élection partielle dans la 3e circonscription de Rayong à la suite de la démission du député sortant                                                 |       |       |       |       |       |       |       |       |       |       |       |       |       |       |       |       |       |       |       |       |       |              |         |
| 3 août 2023 | 150   |       | 141   | 71    | 36    |       | 25    | 40    | 10    | 9     | 6     | 2     | 2     | 1     | 1     | 1     |       | 1     | 1     | 1     | 1     | 0            | 1       |
| 10 septembre 2023 | 151   | 0     | 141   | 71    | 36    |       | 25    | 40    | 10    | 9     | 6     | 2     | 2     | 1     | 1     | 1     |       | 1     | 1     | 1     | 1     | 0            |         |
| Changement de parti du premier vice-président de la Chambre (Padiphat Santiphada) à la suite de son exclusion de son parti d'origine                 |       |       |       |       |       |       |       |       |       |       |       |       |       |       |       |       |       |       |       |       |       |              |         |
| 28 septembre 2023 | 150   |       | 141   | 71    | 36    |       | 25    | 40    | 10    | 9     | 6     | 2     | 2     | 1     | 1     | 1     |       | 1     | 1     | 1     | 1     | 1            | 0       |
| 10 octobre 2023 | 150   | 2     | 141   | 71    | 36    | 0     | 25    | 40    | 10    | 9     | 6     | 2     | 2     |       | 1     | 1     |       | 1     | 1     | 1     | 1     |              | 0       |
| Changement de parti de deux députés à la suite de leur exclusion de leur parti d'origine                                                             |       |       |       |       |       |       |       |       |       |       |       |       |       |       |       |       |       |       |       |       |       |              |         |
| 1er novembre 2023 | 149   |       | 141   | 71    | 36    |       | 25    | 40    | 10    | 9     | 6     | 2     | 2     | 2     | 1     | 1     |       | 1     | 1     | 1     | 1     | 1            | 0       |
| 7 novembre 2023 | 148   | 2     | 141   | 71    | 36    |       | 25    | 40    | 10    | 9     | 6     | 2     | 2     | 2     | 1     | 1     |       | 1     | 1     | 1     | 1     |              | 0       |
| 29 novembre 2023 | 148   | 3     | 141   | 71    | 36    | 1     | 25    | 40    | 10    | 9     | 6     | 0     | 2     | 2     | 1     | 1     |       | 1     | 1     | 1     | 1     |              | 0       |
| Changement de parti de 143 députés à la suite de la dissolution de leur parti d'origine (Aller de l'avant) par la Cour constitutionnelle             |       |       |       |       |       |       |       |       |       |       |       |       |       |       |       |       |       |       |       |       |       |              |         |
| 7 août 2024 |       |       | 141   | 71    | 36    |       | 25    | 40    | 10    | 9     | 6     | 3     | 2     | 1     | 1     | 1     | 1     | 1     | 1     | 1     | 1     | 143          | 6       |
| 9 août 2024 |       | 143   | 141   | 71    | 36    | 0     | 25    | 40    | 10    | 9     | 6     | 3     | 2     | 1     | 1     | 1     | 1     | 1     | 1     | 1     | 1     |              | 6       |
| Élection partielle dans la 1re circonscription de Phitsanulok à la suite de la révocation d'éligibilité à la politique du député sortant             |       |       |       |       |       |       |       |       |       |       |       |       |       |       |       |       |       |       |       |       |       |              |         |
| 15 septembre 2024 |       | 143   | 142   | 71    | 36    |       | 25    | 40    | 10    | 9     | 6     | 3     | 2     | 1     | 1     | 1     | 1     | 1     | 1     | 1     | 1     | 0            | 5       |
| Changement de parti de plusieurs députés à la suite de leur exclusion de leur parti d'origine                                                        |       |       |       |       |       |       |       |       |       |       |       |       |       |       |       |       |       |       |       |       |       |              |         |
| 5 octobre 2024 |       | 143   | 142   | 71    | 36    |       | 25    | 40    | 10    | 9     | 6     | 3     | 2     | 1     | 1     | 1     | 1     | 0     | 1     | 1     | 1     | 1            | 5       |
| 5 octobre 2024 | 1     | 143   | 142   | 71    | 36    |       | 25    | 40    | 10    | 9     | 6     | 3     | 2     | 1     | 1     | 1     | 1     | 0     | 1     | 1     | 1     |              | 5       |
| 6 octobre 2024 | 1     | 143   | 142   | 71    | 36    | 0     | 25    | 40    | 10    | 9     | 6     | 3     | 2     | 1     | 1     | 1     | 1     | 1     | 1     |       | 1     |              | 5       |
| 7 octobre 2024 | 2     | 143   | 142   | 71    | 36    |       | 25    | 40    | 10    | 9     | 6     | 3     | 2     | 1     | 1     | 1     | 1     | 0     | 1     |       | 1     |              | 5       |
| 15 octobre 2024 | 2     | 143   | 142   | 71    | 36    | 0     | 25    | 40    | 10    | 9     | 6     | 3     | 2     | 1     | 1     | 1     | 1     | 1     |       |       | 1     |              | 5       |
| 15 octobre 2024 | 3     | 143   | 142   | 71    | 36    | 0     | 25    | 40    | 10    | 9     | 6     | 3     | 2     | 1     | 1     | 1     | 1     | 0     |       |       | 1     |              | 5       |
| 21 octobre 2024 | 3     | 143   | 142   | 71    | 36    |       | 25    | 40    | 10    | 9     | 6     | 3     | 2     | 1     | 1     | 1     | 1     | 0     | 1     |       |       |              | 5       |
| 21 octobre 2024 | 4     | 143   | 142   | 71    | 36    | 0     | 25    | 40    | 10    | 9     | 6     | 3     | 2     | 1     | 1     | 1     | 1     | 0     |       |       |       |              | 5       |
| 11 décembre 2024 | 4     | 143   | 142   | 71    | 36    | 20    | 25    |       | 10    | 9     | 6     | 3     | 2     | 1     | 1     | 1     | 1     | 20    |       |       |       |              | 5       |
| 18 décembre 2024 | 70    | 143   | 142   | 24    | 36    | 20    | 25    | 1     | 10    | 9     | 6     | 3     | 2     | 1     | 1     | 1     | 1     |       |       |       |       |              | 5       |
| Élection partielle dans la 8e circonscription de Nakhon Si Thammarat à la suite de la révocation d'éligibilité à la politique de la députée sortante |       |       |       |       |       |       |       |       |       |       |       |       |       |       |       |       |       |       |       |       |       |              |         |
| 26 mars 2025 |       | 143   | 142   | 69    | 36    | 24    | 25    | 20    | 10    | 9     | 6     | 3     | 2     | 1     | 1     | 1     | 1     |       |       |       |       | 1            | 5       |
| 27 avril 2025 | 25    | 143   | 142   | 69    | 36    |       | 25    | 20    | 10    | 9     | 6     | 3     | 2     | 1     | 1     | 1     | 1     |       |       |       |       | 1            | 5       |
| Changement de parti d'un député à la suite de son exclusion de son parti d'origine                                                                   |       |       |       |       |       |       |       |       |       |       |       |       |       |       |       |       |       |       |       |       |       |              |         |
| 6 mai 2025 |       | 143   | 142   | 69    | 36    | 26    | 25    | 20    | 10    | 9     | 6     | 3     | 2     | 1     | 1     | 1     | 1     |       |       |       |       | 0            | 5       |
| Changement de parti d'un député à la suite de son exclusion de son parti d'origine                                                                   |       |       |       |       |       |       |       |       |       |       |       |       |       |       |       |       |       |       |       |       |       |              |         |
| |       |       |       |       |       |       |       |       |       |       |       |       |       |       |       |       |       |       |       |       |       |              |         |

### Élections partielles
| # | Député sortant        | Parti/groupe | Parti/groupe | Date de fin de mandat | Circonscription           | Dates de la nouvelle élection     | Député élu ou réélu        | Parti/groupe | Parti/groupe | Raison                                                                 |
| - | --------------------- | ------------ | ------------ | --------------------- | ------------------------- | --------------------------------- | -------------------------- | ------------ | ------------ | ---------------------------------------------------------------------- |
| 1 | Nakhonchai Khunnarong |              | AA           | 3 août 2023           | 3e de Rayong              | 10 septembre 2023                 | Phongsathorn Sornphetnarin |              | AA           | Démission                                                              |
| 2 | Padiphat Santiphada   |              | PJ           | 7 août 2024           | 1re de Phitsanulok        | 15 septembre 2024                 | Jadet Chanthra             |              | PT           | Révocation d'éligibilité à la politique par la Cour constitutionnelle  |
| 3 | Suwanna Kumpiro       |              | FT           | 20 février 2025       | 2e de Bueng Kan           | 30 mars 2025                      | Ornuma Bunsiri,            |              | FT           | Révocation d'éligibilité à la politique par la Cour suprême            |
| 4 | Mukdawan Leungsinil   |              | FT           | 26 mars 2025          | 8e de Nakhon Si Thammarat | 27 avril 2025                     | Kongkiat Ketsombat         |              | KT           | Révocation d'éligibilité à la politique par la Cour suprême            |
| 5 | Amorntep Sommai       |              | PT           | 27 juin 2025          | 5e de Si Saket            | à déterminer                      | à déterminer               | à déterminer | à déterminer | Décès                                                                  |
| 6 | Pichet Chuamuangphan  |              | PT           | 1er août 2025         | 7e de Chiang Rai          | au plus tard le 14 septembre 2025 | à déterminer               | à déterminer | à déterminer | Révocation d'éligibilité à la politique par la Cour constitutionnelle, |

## Sessions
- Sessions ordinaires :
  - n°1 : 3 juillet – 30 octobre 2023[72]
  - n°2 : 12 décembre 2023 – 10 avril 2024[73]
  - n°3 : 3 juillet – 30 octobre 2024
  - n°4 : 12 décembre 2024 – 10 avril 2025
  - n°4 : depuis le 3 juillet 2025
- Sessions extraordinaires :
  - n°1 : 18 – 21 juin 2024
  - n°2 : 28 – 30 mai 2025